# The Mystery of the Silver Snare
The Mystery of the Silver Snare è un cortometraggio muto del 1914 diretto da George Lessey.
Sesto episodio del serial The Chronicles of Cleek 

## Produzione
Il film fu prodotto dalla Edison Company.

## Distribuzione
Distribuito dalla General Film Company, il film - un cortometraggio in una bobina - uscì nelle sale cinematografiche degli Stati Uniti il 28 aprile 1914.